# Matías Kranevitter
Claudio Matías Kranevitter (San Miguel de Tucumán, 1993. május 21.) argentin származású, válogatott labdarúgó, jelenleg a Zenyit játékosa.

## Sikerei, díjai
River Plate
- Copa Sudamericana: 2014
- Recopa Sudamericana: 2014
- Copa Libertadores: 2015